# Núria Albertí Martínez de Velasco
Núria Albertí Martínez de Velasco   (Alacant)  és una escriptora de literatura catalana i especialista en poesia per a nens i educació emocional. Va néixer a Alacant. Va estudiar Enginyeria Industrial a l'ETSEIB (UPC) i va treballar durant set anys fent de relacions internacionals, viatjant per diferents països. Actualment, viu a Sabadell i es dedica des del 2006 a escriure, fer tallers de poesia a les escoles i fer classes com a professora de secundària.
Segons Paloma Arenós de l'Ara, «ha aconseguit revitalitzar la poesia infantil i juvenil gràcies als jocs de paraules, l'humor, la creativitat i la naturalitat.»
Entre les seves obres, destaquen Bona nit, Lluna (2017) i Els meus primers Haikús (2017), llibre premiat a la fira de Bolonia com un dels 100 millors llibres de 0 a 3 anys.